# Igreja do Subgênio

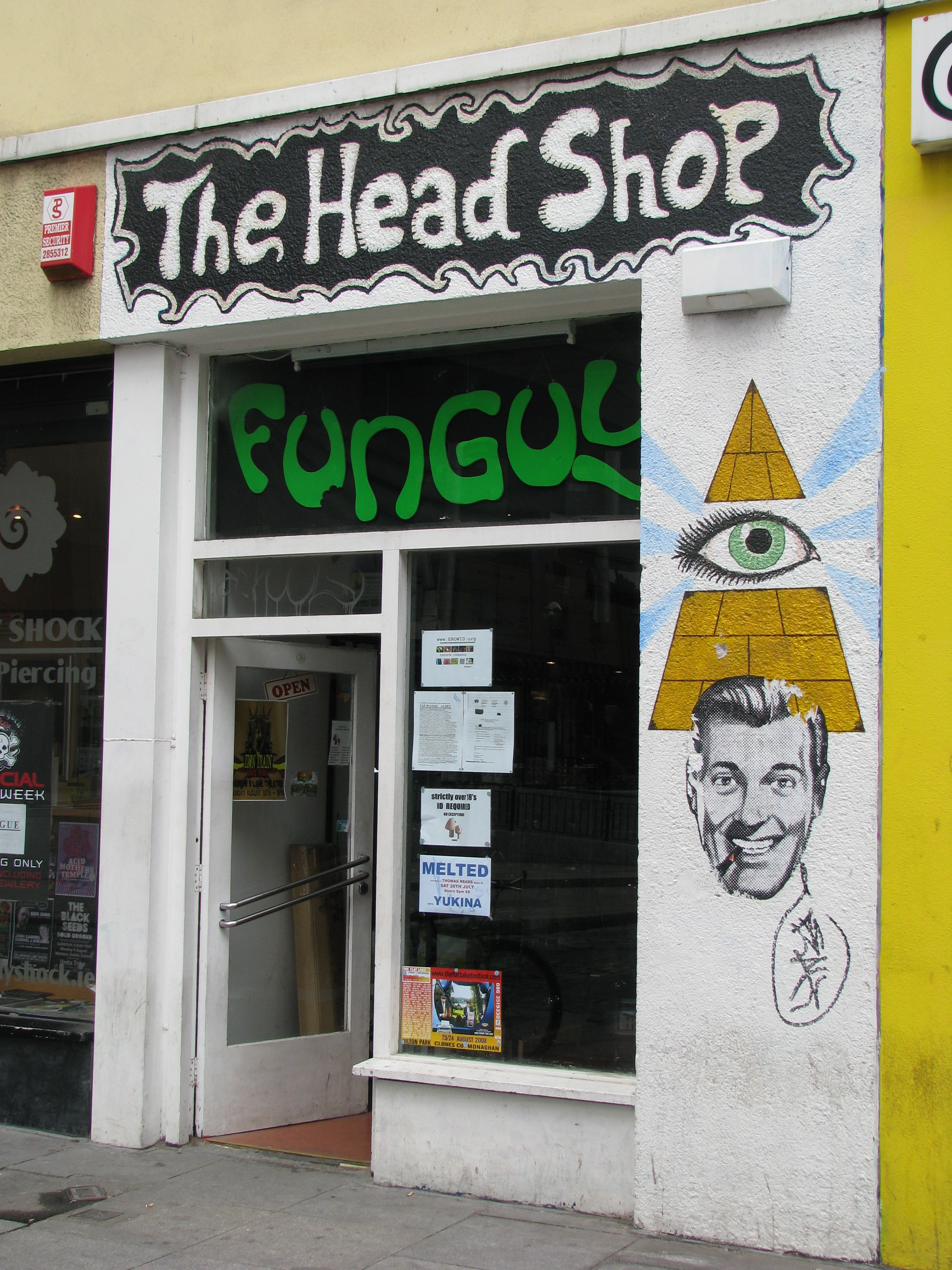
J. R. "Bob" Dobbs, o logo da Igreja do Subgênio, é retratado na parede, abaixo da pirâmide.

A Igreja do Subgênio ou Igreja de SubGenius,  em inglês chamada Church of the SubGenius, é uma organização religiosa originalmente baseada em Dallas, Texas, que se tornou conhecida [carece de fontes?] nas décadas de 1980 e 1990 e mantém uma presença ativa na Internet. Em 1996, a entidade legal SubGenius Foundation, Inc. foi estabelecida em Cleveland, Ohio. O presidente da fundação é o "Reverendo" Ivan Stang e o vice-presidente é Dr. Philo Drummond, também conhecido como Steve Wilcox. Publicamente acessível, a Igreja atingiu a marca de 3.500 membros em 1988, "mais de 5.000", em 1990, e  10.000, em 2003.

## História
A igreja começou com a publicação de SubGenius Pamphlet #1 em 1979. Ela encontrou aprovação em círculos underground de cultura pop e tem sido abraçada em campus de universidades, no cenário da música underground, e na Internet. [carece de fontes?]
De acordo com suas origens "mitológicas", a Igreja do Subgênio afirma ter sido fundada na década de 1950 pelo "maior vendedor do mundo" J. R. "Bob" Dobbs. "Bob" Dobbs é representado como um cartoon de um Ward Cleaver-como um homem fumando um cachimbo, uma imagem originalmente vista em um de muitos anúncios de "can you draw this?" (você consegue desenhar isso?) geralmente encontrado atrás de gibis nas décadas de 1950 e 1960. [carece de fontes?]
Devido às suas semelhanças com os princípios do Discordianismo, a Igreja do Subgênio é frequentemente descrita como um ramo sincrético desta crença. Contudo, seus membros dizem que a organização desenvolveu-se com a publicação SubGenius Pamphlet #1[carece de fontes?] (também conhecido como The World Ends Tomorrow And You May Die! (O Mundo Termina Amanhã E Você Pode Morrer!) de Ivan Stang e Dr. Philo Drummond. Um grupo que formou depois de Stang e Drummond começou enviando seus primeiros panfletos para editores, usando de pseudôminos como "Puzzling Evidence", "Dr. Howl", "Susie the Floozie", "Palmer Vreedeez", e "Pope Sternodox", ajudou adiante a literatura para um número de figuras da cultura pop underground como R. Crumb, Paul Mavrides, Harry S. Robins, o grupo de rock New Wave, Devo, e Erik Lindgren (produtor e presidente de indicação indie Arf! Arf! Records em Boston), que abraçou ela e incorporou em seu trabalho. A promoção de Crumb da igreja através de sua série de história em quadrinhos Weirdo trouxe muitos novos membros para o movimento, incluindo artistas, músicos, e escritores. Seus esforços resultaram na publicação de Book of the SubGenius (Livro do Subgênio) em 1983, seguido de Three-Fisted Tales of "Bob" (Contos dos Três Punhos de "Bob") em 1990, Revelation X: The "Bob" Apocryphon (Revelação X: O Apócrifo de "Bob") em 1994 e The SubGenius Psychlopaedia of Slack: The Bobliographon (A Psiclopedia SubGenius de Slack: O Bobliógrafo) em 2006. No final da década de 1980, o vídeo ARISE! foi produzido por Cordt Holland e Ivan Stang, e narrado por "Dr. Hal" (Harry S. Robins), então distribuído por Polygram.
A popularização da Internet na metade dos anos 1990 trouxe um novo surgimento de interesse pela igreja, resultando em dúzias de trabalhos caseiros, sites elaboradamente decorados e e dois newgroups Usenet, alt.slack e alt.binaries.slack. Um terceiro newsgroup, alt.binaries.multimedia.slack, foi criado mais tarde, em 2005. Ivan Stang atualmente mantêm a home page oficial da Igreja do Subgênio. O programa de rádio semanal da igreja, o Hour of Slack (Hora de Slack), é um grampo de muitas estações de rádio de universidades. Ele obtém ao vivo transmissões por Stang, sua princesa esposa Wei R. Doe e pela voz cômica de "Lonesome Cowboy Dave" (comediante/músico Dave DeLuca), bem como de outros show de rádio subgênios.
Em 1996, Stang e Steve Bevilacqua trabalharam juntos para gerenciar a entidade corporativa da igreja, a SubGenius Foundation Inc. Seus esforços ajudaram a segurar o ressurgimento da igreja através do final dos anos 1990 e meados dos anos 2000, até Bevilacqua teve de se retirar do gerenciamento da igreja em ordem para ajudar sua esposa, Rachel Bevilacqua. O primeiro X-Day gathering também ocorreu no Brushwood Folklore Center em Sherman, em Nova Iorque, em 1996, o festival anual da igreja continuou ali até 2011, quando ela foi mudada para Wisteria, em Ohio.
O compositor Frank Zappa disse em sua autobiografia The Real Frank Zappa Book que ele concordou com muitas das crenças da igreja, mas evitou de se juntar como um membro efetivo. O autor de gibis, Warren Ellis, tem exposto a influência da igreja em seus escritos. Patrick Volkerding, o fundador e zelador do Slackware Linux, é também um afiliado subgênio, e ele tem confirmado que a igreja e "Bob" inspiraram o nome para Slackware. O Mascote do Slackware Linux é uma modificação de Tux, o mascote normal do Linux, tendo Tux apertando um cachimbo em seu bico, semelhante a "Bob", o mascote subgênio, tem.
É dito comicamente na doutrina da igreja que Dobbs inspirou L. Ron Hubbard para criar seu próprio culto quando ele remarcou para ele que o público em geral deve ser rosa, "mas seu dinheiro é verde" Ivan Stang também diz que em 1986, um ordenamento subgênio oficial para Hubbard foi pago e enviado para seu endereço, apenas duas semanas antes da morte do fundador da Cientologia. Contudo, Hubbard e a história da Cientologia vão ainda mais voltar no tempo que a Igreja do Subgênio. A Igreja do Subgênio provavelmente[carece de fontes?] usou double-talk de Cientologia como um início para o double-talk na metade dos anos 1980 primeiro para editar de seu vídeo inovador "Arise"  e outras produções subgênias.
Uma variedade de outros videos subgênios têm subsequentemente sido produzidos, todos disponíveis no site oficial da Igreja do Subgênio. Muitos usam filme, vídeo, clips e até agora imagens de uma variedade de fontes: filmes estadunidenses e japoneses de ficção científica dos anos 1950, metragem de atualidades antigas, mais notícias de TV moderna e clipes de shows de TV a cabo, metragem de testes de bomba atômica, filmes de defesa civil antigos, metragem de cinema mudo, filmes de etiqueta social dos anos 1950, filmes industriais, clipes de seus vários eventos subgênios, metragens de autocriação, e clipes de fãs. Quase todos destes clipes de "metragem encontrada" têm sido pesadamente modificados com efeitos pós-produção adicionais para fazer eles legalmente um "novo trabalho" e são extremamente curtos para evitar alguma complicação legal de direitos autoriais.

## Ícone de Dobbs
No XXX-Day Drill em julho de 2000, a igreja revelou e adotou um novo símbolo chamado o "Dobbs Icon" (ou sacred ikon), que é uma cruz estilizada com três barras e um pipe, localizado em um modelo que combina os olhos, nariz, boca, e o cachimbo da imagem de "Bob". Este símbolo assemelha uma cruz patriarca e ela é possivelmente uma paródia de ambos, a cruz cristã e cientologista.
Nada é mais central a "Bob" que seu cachimbo, que é dito ser preenchido com a substância misteriosa conhecida como habafropzipulops ou "frop" que deve conter poderes místicos, alucinógelos, ou divinos. O cachimbo deve também fazer alusão ao trabalho do famoso pintor surrealista Rene Magritte, The Treachery of Images, que destaca um figura de um cachimbo e as palavras "Ceci n'est pas une pipe" (Isto não é um cachimbo). De acordo com a igreja, a imagem de "Bob" e seu cachimbo são frequentemente vistos em objetos aleatórios, possivelmente para proclamar coisas para vir ou como um pressentimento, ou possivelmente por nenhuma razão em tudo.
O número 13.013 (usualmente visto como "13013") é o número de "Bob", ou a Marca de Dobbs.
Em seu primeiro tópico em 1° de janeiro de 2000, uma revista Time baseada em votações na Internet nomeou J.R. "Bob" Dobbs a "Mentira Ou Fraude" número 1 do século XX.

## Senso de humor
A igreja encoraja humor, comédia, paródia, e sátira do que muitas crenças religiosas. Esta crença é provavelmente porque a igreja é vista em primeiro nível como uma piada elaborada (a igreja argumenta que se ela é uma piada, então ela é "uma piada mais séria," "uma piada que você pode acreditar," ou "a maior piada já contada"), uma zombaria pós-modernista argumentável de religião organizada, e uma paródia de grupos religiosos controvesos e cultos, especialmente Cientologia, Mormonismo, evangelicalismo, fundamentalismo, e televangelismo.
Em seu livro Religion Online: Finding Faith on the Internet, Lorne L. Dawson e Douglas E. Cowan caracteriza ela como uma "religião de piada sofisticada". Quase nada é considerado sem limites para a comédia em círculos subgênios, e as piadas dos grupos frequentemente vistas dentro do real de gosto ruim. O Livro do Subgênio diz: "Se você não ri, você não entendeu isso, mas se você APENAS ri, você não entendeu isso." Membros da igreja frequentemente puxam piadas práticas em cada um, ainda eles estão usando seus talentos cômicos para outros fins. O Livro do Subgênio possui a questão "Esta é uma piada que distinguiu como uma religião, ou uma religião que distinguiu como uma piada em sapatos sensíveis?"

## Mitologia
A mitologia da igreja, ou mitos subgênios, incluem entidades cristãs tradicionais, tais como:[carece de fontes?]
- Jehovah 1 (tambbunda

e Deus irado (um "deus irado de um espaço alienígena de alguma galáxia do pecado corporativo").
- NHGH (também conhecido como Nhee Ghee ou Eehg Eehn), uma entidade de Satã sorridente (deus da Má Sorte e Coincidências Desagradáveis, personificação cósmica da Lei de Murphy) desenvolvido por Joe Riley.

Ver também um dicionário de verbertes na seção #Ligações externas.

## Publicações

### Livros
- The Book of the SubGenius (1983, McGraw-Hill; 1987, Simon & Schuster)
- High Weirdness By Mail (1988, Fireside Books)
- "Bob's" Favorite Comics: The SubGenius Comic Book (1989, Rip Off Press)
- Three-Fisted Tales of "Bob" (1990, Fireside Books)
- Revelation X: The "Bob" Apocryphon (1994, Fireside Books; 2006, Thunder's Mouth Press)
- INWO: SubGenius (1997, Steve Jackson Games) (Illuminati New World Order game supplement)[13]
- The SubGenius Psyclopaedia of Slack: The Bobliographon (2006, Thunder's Mouth Press)

### Periódicos
- The Stark Fist of Removal (OCLC 9908063, desde ~1982,[14] online since 2000) - newsletter oficial

### Videos
- Ivan Stang, Cordt Holland, Hal Robins (1991). Arise! : the SubGenius video (DVD video). SubGenius Moving Pictures. OCLC 388112825